# Karl Mocker
Karl Mocker (Žiželice, 22 novembre 1905 – Schwäbisch Gmünd, 17 luglio 1996) è stato un politico tedesco.

## Biografia
Tedesco dei Sudeti, dopo il diploma conseguito a Saaz (oggi Žatec) si laureò in diritto all'Università tedesca di Praga nel 1929 e dal 1935 aprì lo studio di avvocato a Komotau. In quegli anni fu attivo nel Partito dei Tedeschi dei Sudeti e, dopo l'annessione del Sudetenland alla Germania nazista, nel NSDAP (da cui col tempo tuttavia prese le distanze).
Dopo la fine della seconda guerra mondiale, Mocker emigrò in Germania, stabilendosi a Schwäbisch Gmünd dove aprì, nel 1947, il suo studio.
Nel 1950 fu tra i fondatori del Gesamtdeutscher Block/Bund der Heimatvertriebenen und Entrechteten (GB/BHE), partito nazional conservatore nato per difendere le istanze dei tedeschi espulsi dagli altri paesi europei dopo la fine del conflitto. A più riprese fu membro del parlamento del Land del Baden-Württemberg (1950-1954, 1956-1960 e 1963-1964). Alle elezioni federali del 1953 venne eletto al Bundestag. Tra il 1955 e il 1956 fu capogruppo del GB/BHE.
Nel 1971 entrò nell'Unione Cristiano-Democratica di Germania e tra il 1972 e il 1976 fu membro del governo del Baden-Württemberg, con il ruolo di Segretario di Stato per gli sfollati, i rifugiati e le vittime di guerra.